# Upper Canada College
Upper Canada College (UCC) é uma escola particular de ensinos fundamental e secundário para meninos no centro da cidade de Toronto, Canadá. Estudantes com a idade entre o jardim de infância senior e o último ano do ensino secundário estudam sob o programa Bacharelado Internacional.
Fundada em 1829, a UCC é a mais antiga escola independente da província de Ontário, a terceira mais antiga do país, e é freqüentemente descrita como a de maior prestígio entre as  escolas de preparação para a universidade no Canadá, tendo já formado muitas pessoas da elite, poder e riqueza do Canadá. Nos moldes das grandes escolas públicas do Reino Unido, a escola recebeu influência, ao longo da primeira parte de sua história, do governo e manteve a reputação de baluarte Tory desde sua fundação. Porém, atualmente a UCC é totalmente independente e os estudantes são dos mais variados tipos de culturas e condições socio-econômicas. Uma ligação com a Família Real é mantida através do príncipe Filipe, Duque de Edimburgo, que é o College's Official Visitor, e um membro da Junta de Governadores.